# Esmeralda costulata
Esmeralda costulata är en skalbaggsart som beskrevs av Bates 1891. Esmeralda costulata ingår i släktet Esmeralda och familjen långhorningar. Inga underarter finns listade i Catalogue of Life.